# Lettau Peak
Der Lettau Peak ist ein dreiseitiger und 2455 m hoher Berg im ostantarktischen Viktorialand. In der Royal Society Range ragt er 1,5 km westnordwestlich des Fogle Peak auf. 
Das Advisory Committee on Antarctic Names benannte ihn 1992 nach Bernhard Lettau, Manager für wissenschaftliche Polarprogramme bei der National Science Foundation ab 1976.